# Tangwanghe
Der Stadtbezirk Tangwanghe (chinesisch 汤旺河区, Pinyin Tāngwànghé Qū) der bezirksfreien Stadt Yichun in der chinesischen Provinz Heilongjiang im Nordosten der Volksrepublik China hat eine Fläche von 1.263 km² und zählt 40.000 Einwohner (2004).